# Гюстав Ле Бон
Гюстав Ле Бон, часом Ґюстав Ле Бон або Лебон (фр. Gustave Le Bon; 7 травня 1841, Ножан-ле-Ротру — 13 грудня 1931) — французький психолог, соціолог, антрополог та історик, публіцист, найбільше відомий як засновник соціальної психології і автор одного з перших варіантів доктрини «масового суспільства». Автор кількох робіт, в яких він тлумачив теорії національних рис, расових приналежностей, поведінку стада і психологію натовпу. Також доктор медицини і автор ряду робіт з фізики і хімії.

## Біографія

### Дитинство і юність
Гюстав Ле Бон народився 7 травня 1841 року в Ножан-ле-Ротру (провінція Евр-і-Луара, Франція) в напівбургундській-напівбретонській родині. Незважаючи на дворянське походження, родина належала до типового для Франції середнього класу. У восьмирічному віці разом з батьками Ле Бон покинув Ножан-ле-Ротру, куди більше не повертався. Про його дитинство відомостей збереглось дуже мало.
Отримав класичну освіту в ліцеї міста Тур, а в 1860 році вступив до Паризького університету на медичний факультет, який закінчив в 1866 році після проходження практики. Втім, практичною медициною в подальшому майже не займався, та і все навчання в ліцеї і університеті вважав лише завадою для самоосвіти.

### Участь у франко-пруській війні
Перші опубліковані роботи Ле Бона всі були на медичні теми і здебільшого отримали у Франції велику популярність. У 1870—1871 роках він добровільно бере участь у франко-пруській війні як фронтовий лікар. Як результат, з'являється нова праця про поведінку людини в умовах тотального ураження і роль військового керівництва, яка була гідно оцінена французьким генералітетом і стала навчальним посібником у ряді військових закладів Франції, а також за її межами.
Після завершення війни Ле Бону було присвоєно звання Кавалера Ордена Слави.

### Робота над соціальною психологією
З 1871 року Ле Бон займається питаннями соціології. Він першим висуває ідею, що психологія — це наука, необхідна для вивчення соціології і розуміння історії народів. З'являються його праці «Психологічні закони еволюції народів», «Психологія народів», «Психологія натовпу», які отримали широке міжнародне визнання.
Пізніше його книга «Психологія соціалізму» викликала гнів в політичних колах того часу, і ім'я Ле Бона зникає з офіційного друку. Його ідеї систематично бойкотуються. Втім, в червні 1914 року за сприяння Теодора Рузвельта Г. Ле Бон був включений в склад комісії по врегулюванню політичного, військового і економічного положення в Європі.
Помер Гюстав Ле Бон 13 грудня 1931 року в передмісті Парижа у віці 90 років.

## Основні ідеї

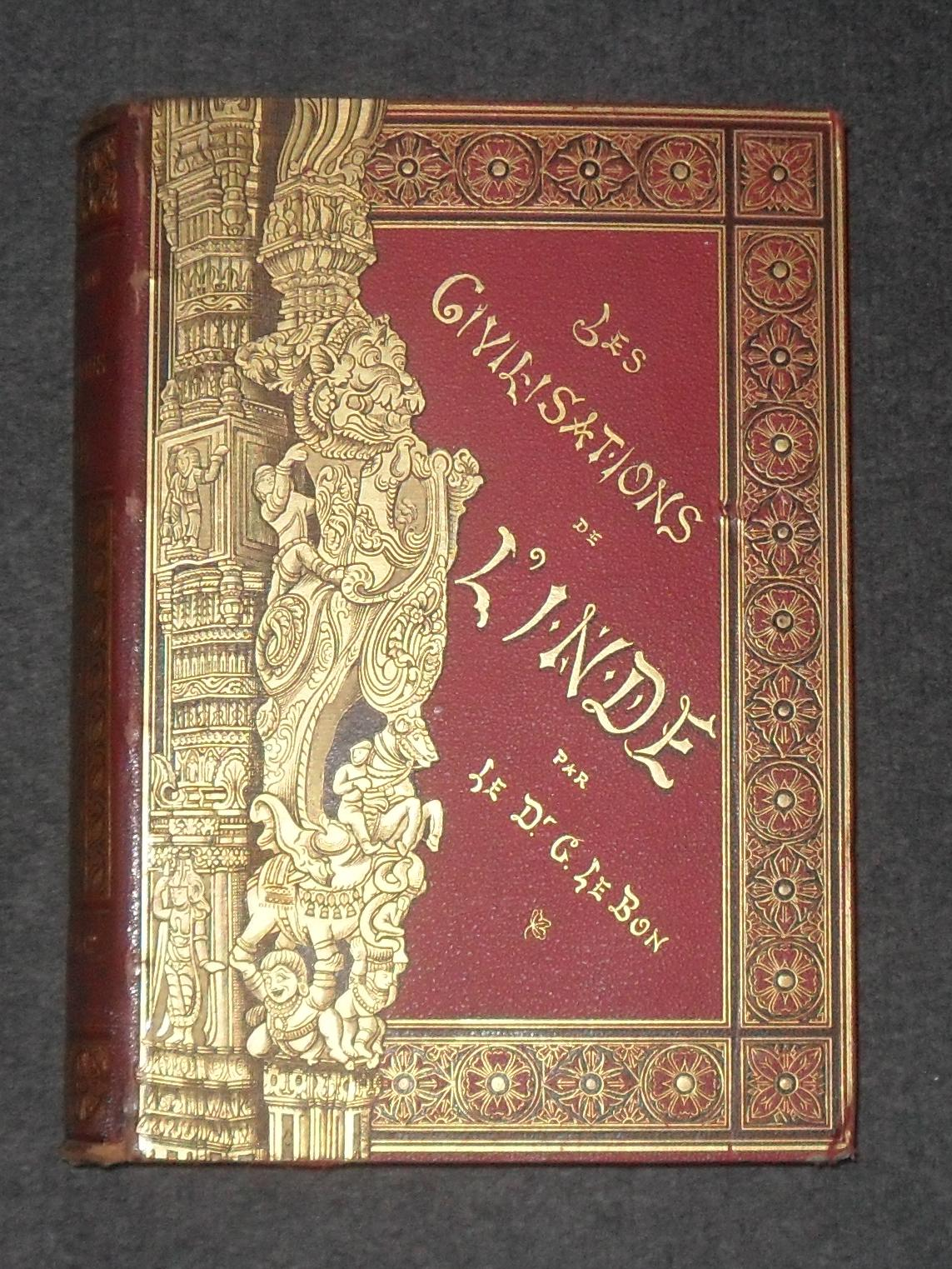
Обкладинка книги «Les civilisations de l'Inde», 1887 року видання.

Гюстав Ле Бон обстоював ідею расового детермінізму в розвитку цивілізації. Як фундамент соціальної еволюції він розглядав не розум, а ірраціонально-вольову, емоційну сферу психічного життя — почуття і вірування. З його точки зору, психологія — основа пізнання історії. Ле Бон є автором одного з перших варіантів доктрини «масового суспільства». Розглядаючи масу (натовп) як ірраціональну руйнівну силу, Ле Бон вважав, що цивілізація всіма своїми досягненнями завдячує діяльності еліти, і виступав проти ідей соціальної рівності і соціалізму. Згідно з його концепцією, поведінка індивіда в натовпі носить безсвідомий, ірраціональний характер, йому властиві нетерпимість, догматизм, втрата почуття відповідальності, підвищена емоційність і розумовий примітивізм. В основі всіх соціальних змін лежить зміна ідей, що насаджуються масам небагатьма лідерами шляхом затвердження, повторення і зараження. Революції він вважав проявом масової істерії. Кінець XIX — початок XX століття Ле Бон характеризував як початок «ери мас» і передбачав, в зв'язку з цим, неодмінний занепад цивілізації.
Він також розгортав суперечку про природу матерії та енергії. Його книга «Еволюція матерії» була дуже популярною у Франції (існувало 12 видань). І хоча деякі з його ідей — наприклад, що вся матерія була природно нестабільною і постійно повільно перетворювалась у ефір — були використані деякими фізиками того часу, його специфічним формулюванням не надавали особливої уваги. В 1896 році Гюстав винайшов новий тип радіації, який він назвав «чорне світло», та пізніше існування «чорного світла» було спростоване.

## Основні праці
- «Психологія народів і мас» (1895) – вважається першою роботою, яка поклала початок такій науці, як соціальна психологія. «Психологія народів» присвячена питанням утворення, розвитку і згасання людських рас і ролі, яку грають в цих процесах керуючі народом ідеї і люди. У «Психології мас» автор досліджує натовп як явище, дає первинну класифікацію різних її видів, описує закономірності її властивостей і поведінки, досліджує причинно-наслідкові зв'язки, аналізує методи впливу на натовп.

- «Цивілізація арабів»(1899) — в цій роботі він зробив акцент на величезний вплив мусульманської цивілізації, який, на його думку, сприяв окультуренню варварських народів, що зруйнували Римську імперію і відкрив для Європи світ наукового і філософського знання, світ літератури, з якими та не була знайома.
- «Психологія соціалізму» (1908) – Ле Бон виказує своє негативне ставлення до соціалістичних ідей, вважаючи їх псевдонауковими. Передбачає неминуче встановлення соціалізму в якійсь із західноєвропейських країн, який стане колективною трагедією: породить епоху руйнувань, анархії і терору, яка згодом зміниться епохою суворого деспотизму і залізного режиму. Ця праця на диво точно відтворює справжні події, які мали місце після захоплення політичної влади більшовиками в Росії.
- «Еволюція матерії» (1912)
- «Психологія виховання» (1910) – Ідеї книги знайшли найбільшу підтримку у США та Великій Британії. Так, колишній президент США Теодор Рузвельт у своєму листі до Лебона запевнив його, що він може покластися на повну підтримку Рузвельта у разі, якщо у Франції, влада захоче змінити систему освіти на користь запропонованих Лебоном методів. Військовий журнал Великої Британії писав 1909 року: «Ніхто не зміг дати кращого визначення вихованню, ніж те, яке дав Гюстав Лебон: "Виховання - мистецтво пропускати свідоме у несвідоме ". Керівники англійського генерального штабу прийняли цей закон як основоположний принцип затвердження єдності доктрини і дії у військовому вихованні, якого ми так потребували».

## Вплив на подальший розвиток науки
Ідеї Ле Бона мали значний вплив на розвиток соціальної психології, а також доктрин «масового суспільства», поширених в західній психології. Його робота над психологією натовпу стала важливою впродовж першої половини 20 століття, коли її використали дослідники сфери медіа Хадлі Кентріл і Герберт Блюмер для опису реакцій нижчих груп до медіа.
Роботи Ле Бона вивчали такі видатні діячі, як Сорель, Муссоліні, Гітлер, Ганото, Фрейд.
Його книга «Психологічні закони еволюції народів» була настільною у Теодора Рузвельта. Парадокс і трагедія автора в тому, що, за невеликим винятком, в цьому столітті роботи цього знаменитого вченого-енциклопедиста поглиблено вивчались лише потенційними диктаторами і не отримали уваги з боку тих, кому власне і були адресовані його перестороги і на диво точні передбачення.
Став відомий тим, що намагався показати те спільне, що є між станом речей і закономірностями в психології мас. Американський соціолог Нейл Смелзер пише, що «незважаючи на критику, думки Ле Бона представляють інтерес. Він передбачив важливу роль натовпу в наш час», а також «охарактеризував методи впливу на юрбу, які в подальшому застосовували лідери на кшталт Гітлера, наприклад, використання спрощених гасел».
Праці Ле Бона як мандрівника, який об'їхав практично весь (на той час колоніальний) світ, є найавторитетнішими джерелами відомостей про життя і звичаї народів того часу. Також в «Еволюції сил» і «Еволюції матерії» Ле Бон наближається до ідей теорії відносності і передбачає отримання енергії з атомів.